# Depuración franquista del magisterio español

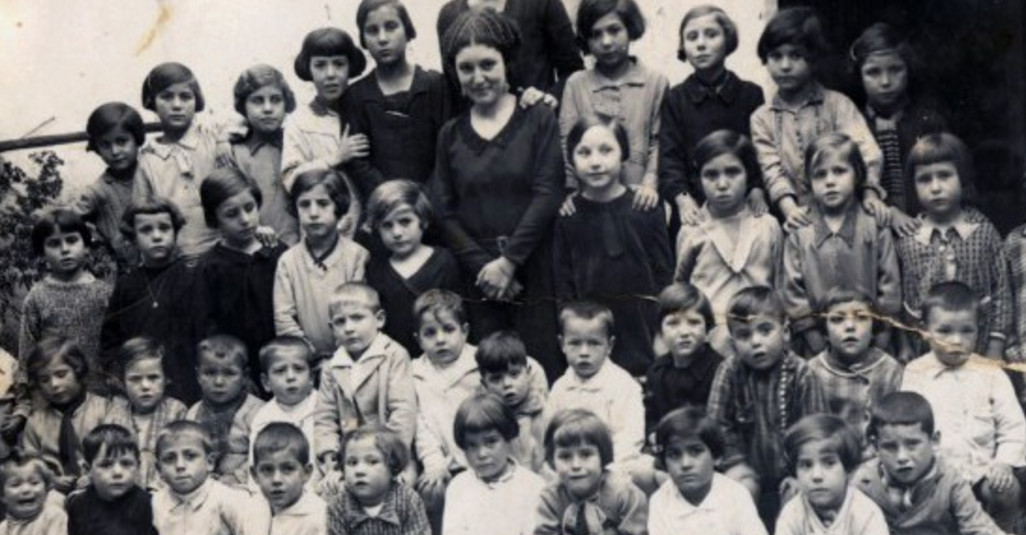
Escuela en España antes de 1936. Una maestra entre sus alumnos.

El proceso de depuración del magisterio español realizado por el bando sublevado tras el golpe de Estado en España de julio de 1936 se inició prácticamente el 18 de julio, al comienzo de la Guerra civil, pero no fue legalmente establecido hasta la publicación del Decreto del 8 de noviembre de 1936. Anteriormente a la publicación del decreto, la purga fue llevada por las autoridades académicas de cada distrito universitario, siguiendo las directrices de la autoridad militar y civil de cada provincia, quienes redactaban las primeras listas de maestros sancionadas, para después hacerlas públicas en cada uno de los B.O.P. Esta primera depuración puede considerarse como una purga militar, no solamente por haber sido decidida por los estamentos militares provinciales, sino porque estaba sujeta a la legislación castrense de urgencia. Posteriormente, cuando se constituye el Ministerio de Educación Nacional, la depuración entra en una segunda fase; a partir de este momento la depuración se regula por un cuerpo de leyes y normas establecidas como desarrollo del Decreto 108, y el control de la depuración pasa de las manos militares a convertirse en una competencia del Ministerio de Educación, que paulatinamente va estableciendo una serie de organismos estatales, creados específicamente para gestionar el enorme volumen de trabajo administrativo que la depuración estaba creando. Entre los organismos estatales más importantes estaban las distintas Comisiones Depuradoras Provinciales, formadas por funcionarios ya depurados del ministerio franquista.
Como presidente de la Comisión de Cultura y Enseñanza encargada de la elaboración de este Decreto 66 se encontraba el escritor José María Pemán, de la Asociación Católica de Propagandistas. Sin embargo, este se centrará en la realización de labores propagandísticas para el bando rebelde durante la Guerra, por lo que el control de facto de dicho departamento quedó en manos de Enrique Suñer Ordóñez, vicepresidente, quien estaba «obsesionado con el presunto daño que los intelectuales progresistas habían causado a España». Así pues, Suñer es considerado el principal responsable de este decreto que estipuló los criterios básicos en el proceso de depuración de educadores y docentes.
El Decreto del 8 de noviembre requiere especial atención, ya que a partir del mismo, el proceso de depuración toma cuerpo legal, y se sientan las bases y los principios de la depuración. A través de este decreto se justifica que el magisterio durante la Segunda República estuvo en manos inapropiadas, por lo cual era necesaria una revisión de la instrucción pública, para poder extirpar las supuestas falsas doctrinas arraigadas durante el periodo republicano (relativismo, laicismo, etc.). Las bibliotecas públicas y privadas también sufrieron el proceso de depuración, para el cual se constituyeron comisiones depuradoras específicas. Especialmente intensa fue la depuración que se produjo con los libros de texto escolares: periódicamente los distintos boletines provinciales hacían pública la relación de libros de texto autorizados por las autoridades educativas franquistas.
La depuración afectó a todos los maestros, desde la enseñanza pública a la privada, incluyendo también a la religiosa, desde la primaria hasta la universidad, y por supuesto a las Escuelas Normales.
Como punto de partida de dicha «caza de brujas», puede consultarse el Boletín Oficial del Estado número 27 de 11 de noviembre de 1936, página 153, donde aparece el texto del Decreto 66 que regula la depuración del personal docente.

## Antecedentes: la educación en la Segunda República Española

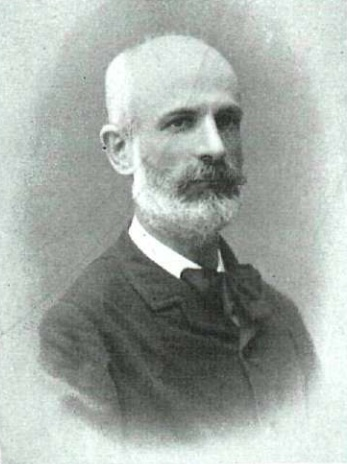
Francisco Giner de los Ríos fue un pedagogo, filósofo y ensayista español, creador y director de la Institución Libre de Enseñanza (ILE), impulsó también el Museo Pedagógico Nacional (1882-1941), la Junta para Ampliación de Estudios (1907-1938), la Residencia de Estudiantes (1910-1939), las Misiones Pedagógicas (1931-1937) o las Colonias Escolares. Tras la guerra civil española, la obra de Giner en general, y la ILE en particular, fueron condenadas por el régimen de Franco dentro del proceso de depuración del magisterio español.

Durante la Segunda República, se había llevado a cabo un conjunto de reformas que tenían como objetivo mejorar la calidad del sistema educativo y dignificar las tareas docentes de los maestros: se introdujo la coeducación y la enseñanza laica, se pusieron en marcha proyectos de modernización pedagógica, se crearon las cantinas y los comedores escolares, se dotaron los centros de gran número de bibliotecas escolares y aumentó notablemente el número de escuelas. Por otro lado, la Iglesia quedó desbancada del sistema educativo, ya no era considerada como un agente socializador; en la Constitución de 1931 se estableció que España era un país aconfesional y que la escuela sería laica, con lo que se consiguió arrebatar a la Iglesia la hegemonía en el sistema educativo, limitándose en consecuencia su capacidad de influencia social. Se suprimió la obligatoriedad de la enseñanza de la religión, basándose en la libertad religiosa y la libertad de conciencia del niño y del maestro. 

## La depuración
El levantamiento militar y el golpe de Estado de julio de 1936, que provocaría la Guerra civil española, daría inmediatamente paso a las primeras fases de la depuración franquista, que de manera progresiva (y a medida que se iban arrebatando territorios fieles a la República), no solo se aplicó a los docentes en ejercicio, fueran estos funcionarios con plaza o interinos, sino también a los alumnos que cursaban sus estudios en las escuelas de formación del Magisterio, o Escuelas Normales. Todo el alumnado fue sometido a la realización de un expediente depurador, incluidos los alumnos en prácticas que ya habían terminado sus estudios en las Escuelas Normales.
En el contexto de la depuración de los funcionarios de todas las administraciones llevada a cabo por el bando sublevado, posiblemente el colectivo que fue objeto de una depuración más dura y exhaustiva fue el cuerpo de maestros nacionales a los que un decreto del 10 de diciembre de 1936 les advertía que «no se volverá a tolerar, ni menos a proteger y subvencionar, a los envenenadores del alma popular». Muchos de ellos, además, fueron asesinados. «La finalidad de la depuración era inicialmente la destrucción de la obra escolar republicana, acabar con el laicismo, la coeducación, la organización democrática de la enseñanza y el espíritu de innovación pedagógica», afirma Santiago Vega Sombría. En su lugar se proponían implantar una educación reaccionaria, antiliberal, agresivamente nacionalista española y ultracatólica. La depuración de los maestros ―a los que se hacía responsables de la «caótica» situación de España― y de los enseñantes en general, se reguló en el Decreto 66 de 8 de noviembre de 1936 (aunque las depuraciones habían comenzado mucho antes por orden de las autoridades militares), en cuyo preámbulo se decía lo siguiente:

El hecho de que durante décadas el Magisterio en todos sus grados y cada vez con más raras excepciones haya estado influido y casi monopolizado por ideologías e instituciones disolventes, en abierta oposición con el genio y tradición nacional, hace preciso que en los solemnes momentos que atravesamos se lleve a cabo una revisión total y profunda en el personal de Instrucción Pública, trámite previo a una reorganización radical y definitiva de la enseñanza, extirpando así de raíz esas falsas doctrinas que con sus apóstoles han sido los principales factores de la trágica situación a que fue llevada nuestra patria.

En la Circular de la Comisión de Cultura y Enseñanza de la Junta Técnica del Estado dirigida a los miembros de las Comisiones Depuradoras de 7 de diciembre de 1936, firmada por José María Pemán, se les decía, después de culpar de todo los males a la Institución Libre de Enseñanza, que «es preciso combatir resueltamente el sistema seguido desde hace más de un siglo de honrar y enaltecer a los inspiradores del mal».
La depuración fue un proceso gubernamental, de profundas consecuencias sociales y culturales, para desmantelar la obra educativa republicana, caracterizada por el laicismo, la coeducación y la introducción de nuevos métodos pedagógicos. La tarea, a partir de 1939, fue encomendada a tribunales designados por la Comisión Superior Dictaminadora, y se desarrolló entre 1940 y 1945. Algunos estudios amplían la fecha de finalización del proceso depurador hasta 1956, año en el que todavía se tramitaban las solicitudes de algunos expedientes de revisión de sanciones.
Ya en el siglo xxi, un estudio de José Pedro Marín García de Robles y Álvaro Moreno Egido para el Ministerio de Educación, Cultura y Deporte, describe así el proceso de depuración:

«La labor de las revisiones recayó primero en la Oficina Técnico-Administrativa y, desde 1939, en la Comisión Superior Dictaminadora. Hasta 1942 en que se suprimió, fue esta Comisión quien resolvía tanto los expedientes de depuración como los recursos de revisión. Desde 1942 la labor recayó en el Juzgado Superior de Revisiones, creado expresamente para esta tarea. Éste permaneció hasta 1961, aunque las revisiones se prolongaron, por lo menos, hasta 1969. Morente Valero, calculó que en el ACME se custodian las tres cuartas partes del total de expedientes de revisión que se abrieron. La cuantificación total es difícil debido a la dilatación del proceso en el tiempo y a la ausencia de publicación en los boletines de la mayoría de las resoluciones sobre revisión. Las revisiones podían ser a instancia de la parte afectada o de oficio. Las de oficio eran las menos habituales, y se abrían cuando se poseían nuevos elementos de juicio, denuncias de particulares y/o autoridades, o por influencia de los tribunales militares. Las revisiones a petición del interesado era lo más habitual, aunque no siempre se aceptaban estas demandas. Este proceso se caracterizó, en general, por una atenuación de las sanciones iniciales, debido a una mayor valoración de los escritos de descargo y los avales presentados, así como por una valoración más objetiva y crítica por parte de la CSD y el JSR. Esto no significaba que el proceso se diluyera, sino que se limitó la extrema arbitrariedad con la que solían actuar las comisiones depuradoras».

En total, los especialistas calculan que «se sancionó aproximadamente entre un 25% y un 30% de los docentes depurados. Todo ello es una indudable muestra de la importancia que el magisterio iba a tener para el nuevo régimen como elemento fundamental para su consolidación». El nuevo gobierno, la que se afirmará luego como dictadura de Francisco Franco, no necesitaba un cuerpo docente ‘preparado en pedagogía aplicada’, sino una división al servicio del poder, puesto que «las Escuelas de la Nueva España han de ser continuación ideal de las trincheras de hoy; han de recoger su espíritu exaltado y juvenil y han de prolongar en el futuro de esta Guerra de ahora en la que combaten más que enemigos circunstanciales, poderes siempre vigilantes y permanentes como el Mal mismo.»
Lógicamente, el modelo previsto por el nuevo gobierno tenía unos objetivos, si no antagónicos, muy diferentes.
La depuración alcanzó a docentes, alumnos, libros de texto y bibliotecas escolares, aunque la intención fundamental de las nuevas autoridades se dirigió a la depuración del personal docente perteneciente a la II República.

### Las comisiones depuradoras

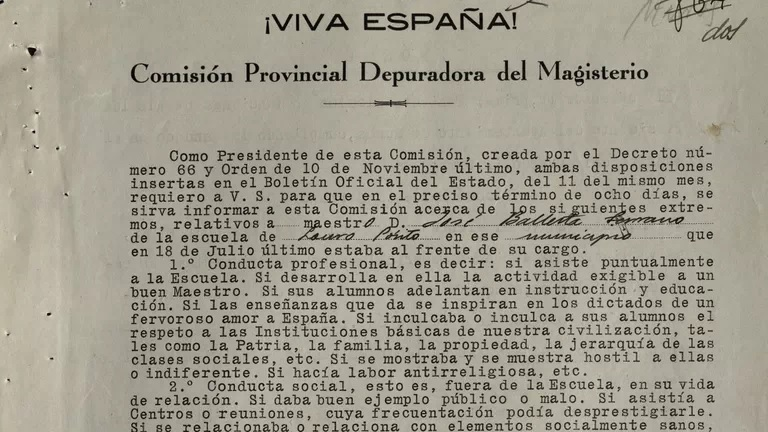
Archivo General de la Administración. AGA. Alcalá de Henares.

Mediante el decreto mencionado anteriormente se crearon comisiones con carácter temporal, encargadas de realizar la depuración en los distintos sectores de todo el personal docente:
- La Comisión A, referente al personal de las Universidades,
- la Comisión B, encargada del profesorado de las Escuelas de Arquitectura e Ingeniería, y las Escuelas de Comercio
- la Comisión C, encargada del personal de los Institutos de Segunda Enseñanza, Escuelas Normales de Magisterio, Escuelas de Comercio, Escuelas de Artes y Oficios, Escuelas de Trabajo, Inspecciones de Primera Enseñanza y todo aquel personal del Ministerio de Instrucción Pública no incluido en cualquiera de las demás Comisiones Depuradoras. El plazo fijado para finalizar sus actuaciones era de un mes.
- la Comisión D, encargada de todo el personal del Magisterio, incluyendo maestros interinos y en fase de prácticas. Se fijó un plazo temporal de tres meses para que el expediente depurador se diera por concluido. En sus actuaciones, este plazo se extendió ampliamente, llegando a alcanzar más de tres años en algunos casos.

La Comisión D era de ámbito provincial, se constituía en cada capital de provincia, exceptuando a Madrid y Barcelona, a las que le correspondían dos comisiones depuradoras. Inicialmente la componían cinco miembros: el director del Instituto de Segunda Enseñanza, un Inspector de Primera Enseñanza, el presidente de la Asociación de Padres de Familia, y dos personas de máximo arraigo y reconocida solvencia moral y técnica, nombrados por el gobernador civil. Aunque con el tiempo, la composición de estas comisiones cambiaría para dar paso a representantes de la Falange.
Además de los miembros fijos, la comisión podía contar con otras personas en el papel de colaboradores.
Referente a la cuestión de las sanciones estas quedan fijadas en la Orden del Ministerio de Educación Nacional del 11 de marzo de 1938, en la misma Orden se fijan las pautas de actuación de las comisiones de depuración y se establece el funcionamiento de un complejo aparato administrativo que tiene como objetivo controlar y centralizar todo el proceso depurador, para así conseguir dotarlo de un carácter más homogéneo. En el primer artículo se alude a que «se crea una Oficina Técnico-administrativa, con el carácter de Sección, especialmente encargada de la tramitación de expedientes incidencias y recursos a que dé lugar la depuración del personal dependiente de este Ministerio». Posteriormente por Orden ministerial del 19 de marzo de 1939 se crea la Comisión Especial Dictaminadora, órgano, que tiene como función examinar y resolver los expedientes incoados por las comisiones depuradoras provinciales, retirándosele a la Oficina Técnico-administrativa la competencia para formular propuestas de resolución que desde ese momento, resulta potestativo de la Comisión especial dictaminadora. La Comisión especial permanece en activo hasta que es disuelta el 30 de enero de 1942 (BOE del 10 de febrero), momento en el que se considera que ya han sido resueltos todos los expedientes de depuración. (La Oficina Técnico-administrativa no será disuelta hasta el 9 de febrero de 1944, mediante una resolución publicada en el BOE del 2 de mayo del mismo año).
El trabajo que desempeñaban las comisiones podría clasificarse, de manera esquemática de la siguiente manera: a todos los funcionarios públicos se les obligaba a pedir su propia depuración, ya que inicialmente, desde el triunfo de la rebelión fueron separados del servicio hasta que pudiesen ser considerados aptos. Los docentes solicitaban su autodepuración pidiendo el reingreso. En la solicitud, el maestro se veía obligado a explicitar con que entusiasmo había recibido el alzamiento, sus actividades y afiliación política y sindical, aspectos relativos a su vida privada y una demostración de cual iba a ser su grado de vinculación en la construcción del nuevo Estado, o lo que es lo mismo, cuantas delaciones esté dispuesto a llevar a cabo. A continuación se ponía en marcha el procedimiento de apertura de expediente depurador a instancias de las Comisiones Depuradoras Provinciales.
A las Comisiones se le otorgaba el derecho de reclamar a las distintas autoridades, además de los centros y las personas necesarias, podían pedir informes sobre la conducta profesional, particular, social y actuaciones políticas de cualquier individuo objeto de depuración. Es decir, que se les había otorgado el pleno derecho a investigar sobre las conductas, la ideología, los pensamientos y creencias de cualquier individuo que les interesara.
Según la normativa depuradora, las Comisiones debían pedir al menos cuatro informes diferentes: al alcalde, cura párroco, jefe de la Guardia Civil y a un padre de familia bien considerado, que vivieran donde estuviera ubicada la escuela e individuo objeto de investigación. Estos informes fueron la base fundamental sobre la que asentó sus bases la depuración. Pero los miembros de las Comisiones también podían solicitar informes a otras instancias: comandancias de la policía, servicios de información militar, servicios técnicos y administrativos de las inspecciones educativas, particulares. Fue frecuente el empleo de la delación para redactar cargos dirigidos contra los docentes. En algunas provincias, se deja constancia de las llamadas públicas a la delación, efectuadas a través de los distintos boletines oficiales provinciales del mes de agosto de 1936, llamadas efectuadas desde los gobiernos civiles.
Cada comisión elaboraba su propio formato de carta de petición de informes. Unas eran muy concisas, como la de Segovia: se solicitaba al informante «cuantos datos conozca en el orden político, social, religioso, moral y singularmente la actuación docente en las escuela, de los maestros... desde el 1 de enero de 1934, advirtiéndole que la falsedad, parcialidad u omisión de los datos, tanto a favor como en contra de los interesados, serán consideradas como grave falta de patriotismo, que será puesta en conocimiento de la Autoridad para su sanción oportuna». Otra como la de Burgos era mucho más exhaustiva con preguntas como ¿cantó a los niños la Internacional o algún otro himno parecido? o ¿saludaron los niños con puño en alto?.
Los informes más duros solían ser los del cura párroco. En uno de ellos se decía sobre un maestro de Segovia: «rompió las hojas de Historia Sagrada de la enciclopedia, no dejaba entrar en la clase a los monaguillos cuando salían de misa, hizo propaganda protestante, metía a los adultos en los bolsillos de la americana hojas de esa doctrina». Otro decía también: «...conducta profesional en cuanto a religión afecta fue desastrosa según los mismos niños me decían sin preguntarles yo, pues en la Doctrina me decían D. Dióscoro nos dice que Dios no existe... Así que su labor fue destructiva y debido a ello muchos padres retiraron a sus hijos de la escuela de descristianización que él regía». Los de la Guardia Civil no se quedaban atrás, como el siguiente también sobre un maestro de Segovia: «...por sus ideas muy avanzadas y extremistas deja mucho que desear... organizador de los muchos actos, a los que concurría sin dilación, distinguiéndose en los vivas a Rusia y el Comunismo en las manifestaciones, cuyas ideas como las antirreligiosas propagaba en las clases entre los niños».

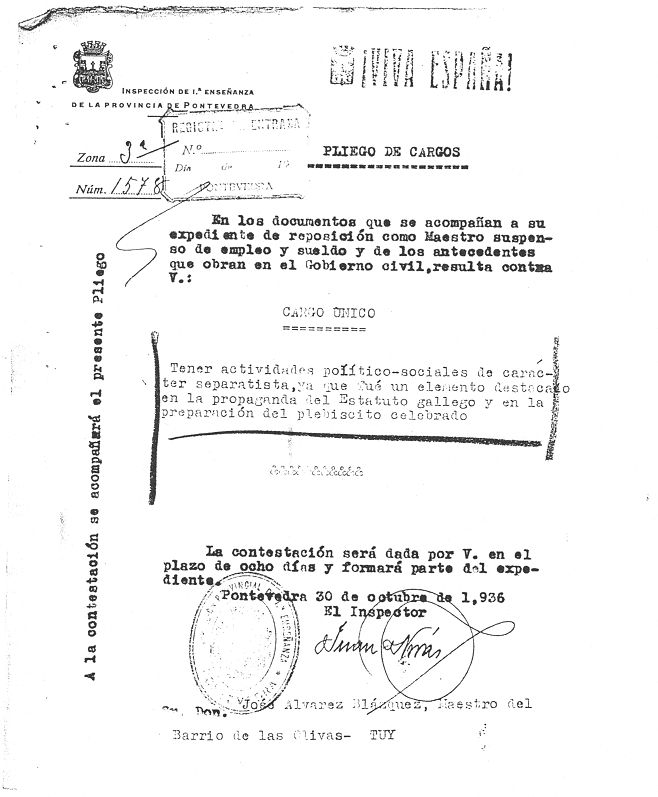
Pliego de cargos contra José Álvarez Blázquez.

- Pliegos de cargo: En el caso de que los miembros de la comisión obtuvieran suficientes pruebas contra el acusado, se procedía a formular un pliego de cargos, donde se recogían todas las acusaciones recibidas, y se les pedía información sobre la pertenencia o no a la masonería, si se habían hecho responsable de altos cargos durante la Segunda República.

Por otro lado, a los propios acusados se les pedía información respecto a otros compañeros, lo que aumentaba el mal estado en el que se encontraban los docentes, e incrementar las inquietudes y desconfianzas entre el colectivo.
Una vez recibidos dichos informes, la Comisión los estudia y formula unos cargos que se les comunica al maestro/a en cuestión.
- Escritos de descargo: Al maestro se le permitía realizar un escrito de descargo. Estos escritos eran de gran importancia ya que la resolución de los mismos condicionaría su vida y su futuro. Como la Comisión Depuradora no otorgaba ninguna credibilidad a los escritos en los que tan solo se negaban las acusaciones, tenían que argumentar su defensa. Proclamaban su inocencia e indignación ante las acusaciones presentadas, y se hacían alusiones a que las acusaciones podían ser debidas a antiguas rencillas, envidias, o falsos testimonios emitidos contra el maestro en cuestión. Por otro lado, exaltaban las referencias nacionales y el papel del Caudillo. Pero resultó muy difícil que las Comisiones aceptaran dichos escritos, ya que mediante los pliegos de cargo habían recabado mucha información y siempre tenían acusaciones de las que poder valerse para poder acusar a un maestro, que tenía como máximo diez días para remitir dicho escrito a la Comisión Depuradora, y para aportar datos concluyentes sobre su defensa, teniéndolo que entregar al Presidente de la Comisión Depuradora o enviarlo por correo certificado. Los profesores, para poder defenderse, tenían que acreditar su buena conducta, pidiéndole ayuda a los vecinos, a representantes de profesiones prestigiosas, autoridades como el párroco, alcalde y Guardia Civil, y también en la escuela. Ello resultaba muy contradictorio, ya que eran los mismos que frecuentemente habían emitido los informes desfavorables. Se sucedían denuncias privadas, en la mayoría de las ocasiones emitidas por personas anónimas, a las que las autoridades pedían la máxima colaboración para contribuir a la llamada «causa nacional». Parece interesante este dato, ya que confirma las sospechas al pensar que el proceso de la depuración se llevó a cabo en diversas ocasiones a modo de venganza, por razones personales. En otras ocasiones, para que la plaza vacante pudiera ser ocupada por un familiar o un adepto al régimen franquista.

Lo que se puede deducir de este corto periodo de tiempo, es que estaba prefijado a conciencia para que los maestro/as expedientados no tuviesen la mínima posibilidad de defenderse: cuando les notificaban acerca de su informe, en el caso de que tuvieran que presentar datos para alegar su defensa, se encontraba con el que el plazo había finalizado y ya no tenía opción para la defensa.
Si no era localizada la persona en cuestión, por medio del Boletín Provincial se le pedía que se presentara frente a la Comisión Depuradora, y si en este caso tampoco se presentaba, se procedía el expediente sin tener en cuenta al profesor en cuestión. Y la Comisión continuaba sus actuaciones como si «hubiera sido oído».
- Propuestas de resolución: una vez completado el expediente, y formuladas las respuestas de resolución del mismo, la Comisión tenía que enviarlo a la Comisión de Cultura y Enseñanza, que tendría que informar a la Presidencia de la Junta Técnica la confirmación en el cargo, el traslado del maestro o maestra en cuestión o la separación definitiva del cargo. También podía establecer la separación de empleo y sueldo al expediente de un funcionario, aunque este no estuviese en tramitación.

Una vez que la Comisión Depuradora analizaba los escritos de descargo, la documentación acreditada por el profesor para alegar su defensa, y toda la información recogida, establecía la resolución definitiva del expediente en cuestión. Las distintas soluciones a las que podría llegar el Ministerio de Educación eran muy diversas y de diferente índole e importancia:
- Por un lado, la resolución podía emitirse con la confirmación en el cargo, la cual suponía cese del expediente. Este tipo de resolución se aplicó a aquellos maestros que se consideraban aptos según los ideales y exigencias del nuevo régimen.
- Otro tipo de solución era la habilitación para la enseñanza, se trataba de una resolución sin sanción, en la que se otorgaba el permiso para el desempeño de las funciones del maestro en la escuela.

### Los cargos
Los cargos que se imputaron a los maestros sancionados fueron muy variados, ya que cada una de las Comisiones Depuradoras Provinciales los tipificaba de forma distinta, pero fundamentalmente se pueden clasificar en los siguientes: cargos políticos y sindicales, cargos sociales, cargos particulares, cargos religiosos y cargos profesionales.
- En el primer grupo, cargos políticos y sindicales, se imputaron conductas de participación y afiliación a partidos políticos del Frente Popular y sindicatos de izquierda, pero también manifestaciones de opiniones políticas, votos emitidos en los sufragios de febrero de 1936, la participación en la Revolución de octubre de 1934 o la simple lectura de periódicos no derechistas. Algunos de los cargos formulados literalmente en este apartado fueron los siguientes: militancia en el Partido Comunista, pertenecer a F.E.T.E, actuar en partidos políticos de izquierda trabajando para su triunfo el 26 de febrero de 1936, simpatizar con los partidos del Frente Popular, votar siempre candidatura de izquierdas, amistad con personas de izquierdas.
- Los cargos de tipo social recogían también conductas políticas, pero de menor grado de compromiso y participación, fueron aplicados sobre todo a maestros a los que no se le consiguió probar filiación política izquierdista ni sindicalista, en este apartado figuraron acusaciones de la siguiente índole: «relacionarse mucho con los obreros», manifestar no importarle nada la implantación del comunismo en España, leer prensa de izquierdas, no tener amor a la patria.
- Los cargos religiosos no figuraban recogidos como tal en prácticamente ningún protocolo de depuración provincial, pero lo cierto es que existieron como tales. Se vigiló especialmente las opiniones religiosas de los maestros, la asistencia a oficios y misas, así como la proyección de su conducta religiosa en la escuela y sobre el resto de la sociedad, estableciéndose distintos grados de gravedad en las conductas, que iban desde el ateísmo al laicismo pasando por la indiferencia religiosa o el cumplimiento irregular del precepto de asistencia a la misa dominical. Entre este tipo de cargos figuran los siguientes: observar conducta de verdadero ateo, hacer alarde de irreligiosidad, jactarse de no ser creyente, hacer pública ostentación de ser laico, incumplimiento de los deberes religiosos, no cumplir el precepto pascual. Se vigiló no solo la conducta pública política y religiosa de los maestros, sino también el desarrollo de sus actividades profesionales, en un intento por establecer en qué medida los docentes se habían comprometido con el sistema de enseñanza pública republicano, basado fundamentalmente en el laicismo y la coeducación. Entre los cargos que figuran en este apartado, tenemos los siguientes ejemplos: inculcar en los niños ideas extremistas, arrojar al crucifijo de la escuela junto con el catecismo y el libro de historia sagrada.

También se depuraba al resto del profesorado que era considerado no contaminado, no republicano, y tenía que sufrir exámenes y seguir unos cursos de orientación profesional, ya que si estuviera contaminado carecería de las competencias necesarias para inculcar a sus alumnos el espíritu religioso, moral y católico oficial.

### El pliego de descargos
Una vez la Comisión depuradora había elaborado el pliego de cargos, si había estimado que había suficientes elementos de juicio para una posible culpabilidad que derivara en sanción, se daba un plazo de diez días al encausado para que presentara el pliego de descargos. Era un plazo demasiado corto pues los fundamental en el escrito de descargos era aportar testimonios favorables de personas afectas al nuevo régimen: falangistas, militares, clero, etc. Los pliegos podían estar escritos a mano o a máquina y seguían distintas estrategias para conseguir su objetivo. Solo unos pocos se atrevían a cuestionar el procedimiento alegando que las conductas que se les imputaban eran perfectamente legales antes del 18 de julio. Pero lo más frecuente era que mostraran sumisión a las nuevas autoridades.
Una vez presentado el pliego de descargos la Comisión determinaba si había lugar a la sanción, lo que ocurría prácticamente siempre, pues no se aplicaba el principio de presunción de inocencia. «Hasta ahí llegaba la arbitrariedad, el beneficio de la duda se aplicaba en contra de los afectados, pues aunque no hubiera pruebas suficientes para acreditar la "culpabilidad" del maestro, se recomendaba la sanción».

### Las sanciones

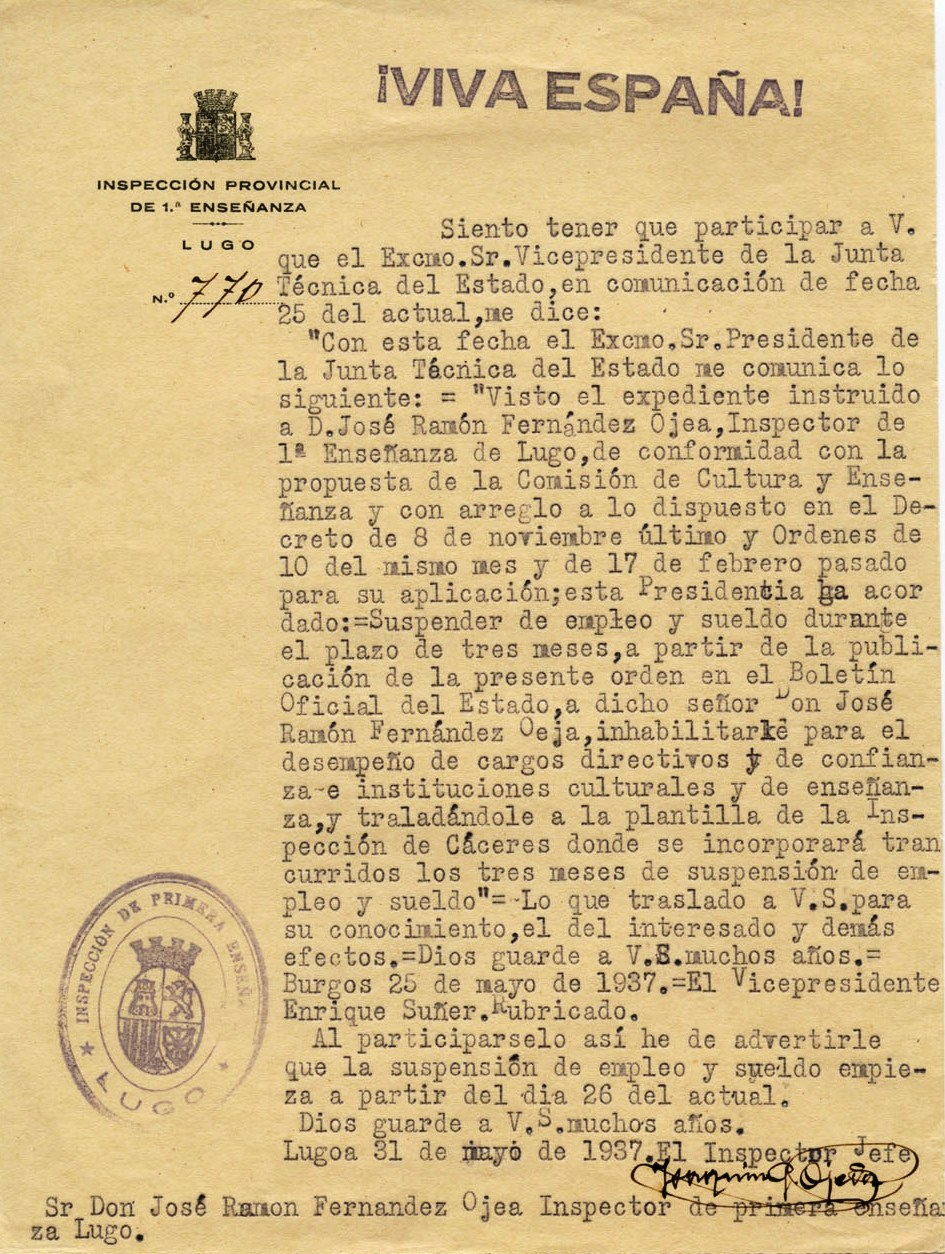
Resolución de la Junta Técnica del Estado del expediente de José Ramón Fernández Ojea, Inspector de primera enseñanza de Lugo, por el que se acuerda "suspender de empleo y sueldo durante el plazo de tres meses a don José Ramón Fernández Ojea, inhabilitarle para el desempeño de cargos directivos y de confianza e instituciones culturales y de enseñanza, y trasladarle a la plantilla de la inspección de Cáceres donde se incorporará transcurridos los tres meses de suspensión de empleo y sueldo. Burgos, 25 de mayo de 1937"

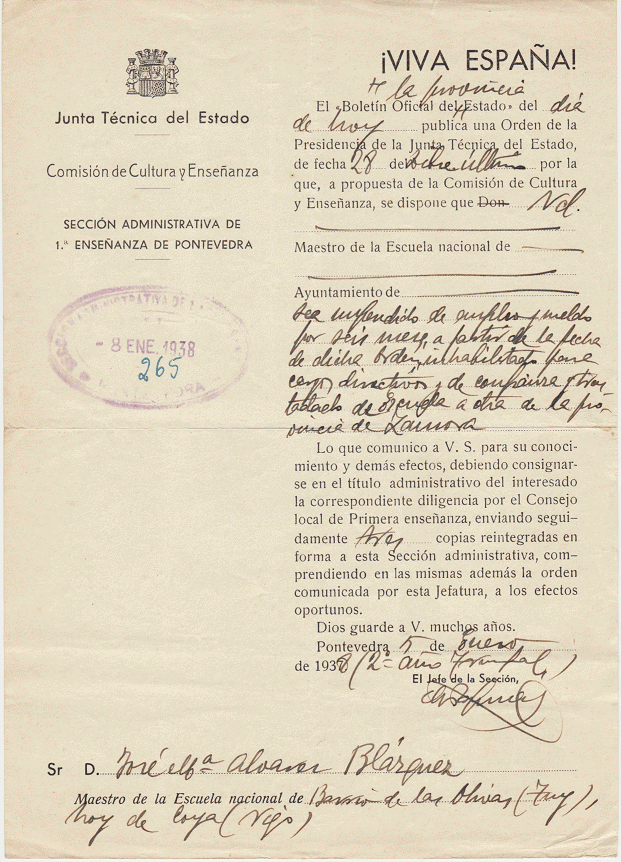
"…sea suspendido de empleo y sueldo por seis meses, a partir de la fecha de dicha Orden, inhabilitado para cargos directivos y de confianza y trasladado de escuela a otra de la provincia de Zamora".

En la Orden de noviembre de 1936 solo se determinaban dos tipos de sanciones: el traslado de destino o la separación definitiva del servicio. Una Orden posterior, del 17 de febrero de 1937, ampliaba el abanico de las sanciones al añadir la suspensión de empleo y sueldo de un mes a dos años, la jubilación forzosa (si tenía 20 años de servicio como mínimo) y la inhabilitación para desempeñar cargos directivos.
Así pues, las sanciones eran los siguientes, de mayor a menor gravedad:
- La separación definitiva del cargo, es decir, separación del Cuerpo y baja en el escalafón. Esta fue la sanción más dura y con mayor repercusión en el cuerpo del magisterio, ya que suponía la prohibición de ejercer, o por el contrario, una disminución en la categoría de la profesión. Tanto una sanción como la otra, eran graves y perjudiciales para el maestro en cuestión, ya que alteraba y modificaba la vida de los docentes.
- El traslado forzoso, que fue también una de las sanciones más graves, ya que se trataba de alejar a determinados docentes de su lugar de trabajo. La prohibición de solicitar vacantes solía ir unida a la anterior solución, y se imponía entre un mes y cinco años. Existían dos tipos de traslado forzoso, dentro y fuera de la provincia, esta última variante era aplicada a docentes que habían militado en partidos políticos autonomistas, sobre todo fue usada con docentes catalanes, vascos y, en menor medida, gallegos.
- Suspensión temporal, o provisional de empleo y sueldo, o en algunos casos la jubilación forzosa. También pérdida de sueldos dejados de percibir, es decir la pérdida de una parte del sueldo mientras se tramitaba el expediente correspondiente. La suspensión de empleo y sueldo abarcaba entre un mes y dos años.
- Inhabilitación para el desempeño de cargos directivos y de confianza, este tipo de sanción iba dirigida para el profesorado que era sospechoso, aunque no se había podido demostrar nada.
- Y por último la inhabilitación para ejercer la Enseñanza, se refería a que no se podía ejercer legalmente la enseñanza privada.

### La revisión de las sanciones
Inicialmente los sancionados no podían solicitar una revisión del castigo, pero la situación cambia a partir de 1938. El 11 de marzo de 1938 se reconoce la posibilidad de recurso, posibilidad que no existía hasta esa fecha. Si el sancionado solicitaba revisión de expediente el proceso depurativo se alargaba. La solicitud de revisión únicamente resultaba eficaz si se acompañaba de nuevas pruebas. Por lo general, las revisiones eran rechazadas. La capacidad para solicitar la revisión estaba limitada, ya que no podían solicitarla los docentes que hubiesen sido sancionados con el castigo de la separación definitiva. 
Para encargarse de la revisión se crearon unidades administrativas específicas: hasta el 19 de marzo de 1939, las revisiones se tramitaban a través de la misma oficina técnica administrativa encargada de los expedientes de depuración. En esa fecha, las competencias revisoras se trasladan a la Comisión Superior Dictaminadora.
A partir de 1942 las revisiones pasan a manos de un juzgado administrativo creado exclusivamente para este fin, el Juzgado Superior de Revisiones. La solicitud de revisión no llevaba aparejada su concesión. El maestro que la solicitaba debía demostrar que había nuevos elementos de juicio para poder reconsiderar las conclusiones del expediente depurador. El número de revisiones concedidas respecto a las solicitadas fue escaso. En algunos casos se acaba produciendo anulación de la sanción y aligeramiento de la misma. Muchas veces, estos aligeramientos se producen cuando ya no pueden reportar ningún beneficio al sancionado, ya que la mayor parte de la sanción, si no su totalidad, se hallaba plenamente cumplida.
La revisión de la sanción podía tardar años. Un maestro de Segovia hubo de esperar al año 1946 para que se anulara su separación del servicio, que fue sustituida por dos años de suspensión, traslado forzoso dentro de la provincia e inhabilitación para cargos de confianza. En la resolución de su caso se decía lo siguiente:

... nuevos documentos atenúan las responsabilidades, no fue sometido a consejo de guerra, teniendo en cuenta el tiempo transcurrido con separación del servicio... es posible aplicarle el criterio de benevolencia que inspira actualmente los actos gubernamentales, proponiendo su reingreso al Magisterio, aunque fuera del pueblo, donde por su anterior conducta, carece del prestigio necesario para el desempeño de Escuela.

## Consecuencias
El magisterio quedó muy mermado después de la depuración. La purga fue muy grande, y la mayoría de los maestros de un modo u otro sintieron el miedo, la frustración y la incertidumbre ante este inesperado proceso, que alteró en todos los sentidos a la educación. Según algunas estimaciones, el número de maestros sancionados se aproximó a los 20 000, habida cuenta de que en 1936 había en ejercicio en torno a 60 000 maestros nacionales, se puede concluir que la depuración implicó la imposición de sanciones para un tercio del total del cuerpo. 
Santiago Vega Sombría ha estudiado los expedientes de depuración de la Comisión D de la provincia de Segovia. Fueron 703 los maestros afectados, de los que 184, es decir un 26,2% del total, fueron sancionados y 518 fueron confirmados en sus cargos. De los 184 sancionados, 57 fueron dados de baja en el escalafón y separados del servicio; 45 fueron suspendidos de empleo y sueldo y trasladados forzosamente fuera de la provincia y 42 con la misma sanción pero con el traslado forzoso dentro de la provincia; 20 fueron sancionados con la suspensión de empleo y sueldo e inhabilitación; y por último 21 fueron inhabilitados para cargos directivos y de confianza. «Los maestros depurados en la provincia de Segovia, un 25,2%, constituían la vanguardia del Magisterio, aquellos maestros deseosos de llevar las innovaciones pedagógicas a las escuelas. Muchos de ellos escribían en revistas especializadas como Magisterio Segoviano, que precisamente dirigía Ángel Gracia (fusilado en agosto de 1936), colaboraban en la prensa de información general... o daban conferencias por toda la provincia».
Las repercusiones más lesivas de la depuración no solo afectaron a los docentes sancionados. La depuración supuso una notable merma de la calidad educativa de la escuela española —«lo único que preocupaba a los dirigentes franquistas era la capacidad del maestro desde el punto de vista político, ideológico y religioso»—, sobre todo durante la década de los años cuarenta y cincuenta, ya que una parte muy importante de las plazas dejadas vacantes por los docentes fueron ocupadas por militares que habían participado en la Guerra Civil combatiendo del lado del bando sublevado, heridos y mutilados de guerra, sus viudas y sus familiares más directos. A lo largo del conflicto y con posterioridad, se llevaron a cabo oposiciones y concursos con plazas reservadas para excombatientes, sin apenas preparación pedagógica y profesional, que introdujeron en las escuelas españolas disciplinas y protocolos de inequívoca ideología castrense. Además, a raíz de la escasez de maestros e infraestructuras escolares, en los primeros años de la posguerra un millón de niños y niñas a nivel nacional no tenían siquiera plaza escolar.
En cuanto a la dureza de la depuración, sus consecuencias son distintas y bastante heterogéneas a lo largo de todo el territorio nacional. En contra de lo que se podría afirmar a primera vista, la mayor cantidad de maestros sancionados no ejercían en las provincias que mostraron más resistencia al franquismo, sino que el mayor número de sancionados se encuentra en las llamadas «provincias de retaguardia», aquellas que desde fechas tempranas quedaron sometidas al control del ejército franquista. En ellas, la purga se llevó a cabo con más tiempo y con mayor disposición de medios indagatorios y, lo que es más importante, se inició en fecha más temprana, cuando mayor era la necesidad de aplicar una dura represión.
En los casos de personas afectadas por las depuraciones políticas, tanto en el ámbito laboral como en las administraciones públicas, éstas se vieron privadas de su derecho a percibir una jubilación, en el mejor de los casos.